# Agapanthus coddii
Agapanthus coddii är en amaryllisväxtart som beskrevs av Frances Margaret Leighton. Agapanthus coddii ingår i släktet Agapanthus och familjen amaryllisväxter. Inga underarter finns listade i Catalogue of Life.